# Таласская область
Таласская область (кирг. Талас облусу) — самая маленькая область Кыргызстана, находится в северо-западной части страны.
Занимает Таласскую долину и склоны гор Киргизского Ала-Тоо. Граничит на севере и западе с Казахстаном (Жамбылская область), на юге — с Джалал-Абадской, на востоке — с Чуйской областями Кыргызстана.
В советское время территория Таласской области входила в состав Чуйской, хотя транспортное сообщение между ними затруднено. Зимой контакты возможны через территорию Казахстана со стороны долины реки Талас, которая является главной водной артерией области, а также через перевал Отмок, который связывает область с Суусамырской долиной и автотрассой Бишкек—Ош.

## История
Первоначально образована 22 июня 1944 года путём выделения из Фрунзенской области Будённовского, Кировского, Ленинпольского, Покровского и Таласского районов, а также Чаткальского района Джалал-Абадской области. Через 12 лет, 18 февраля 1956 года, была упразднена, а её территория передана во Фрунзенскую область.
Восстановлена в 1980 году согласно Указу Президиума Верховного Совета Киргизской ССР от 3 сентября 1980 года.
В её состав были включены районы республиканского подчинения: Кировский, Ленинпольский и Таласский, посёлок городского типа Маймак. Из Ошской области переданы Токтогульский район, посёлок городского типа Токтогул и город Кара-Куль.
В новой области были организованы Манасский и Чаткальский районы (в Чаткальский район из Ала-Букинского района Ошской области были переданы Каныш-Киянский и Чаткальский сельсоветы, а также посёлки городского типа Сумсар и Терек-Сай).
15 мая 1984 года Чаткальский район вместе с посёлками Сумсар и Терек-Сай из Таласской области возвращены в Ошскую.
Указом Президиума Верховного Совета Киргизской ССР от 5 октября 1988 года Таласская область была вновь упразднена. Составлявшие её Кировский, Ленинпольский и Таласский районы, а также город Талас переданы в республиканское подчинение. Токтогульский район, посёлок городского типа Токтогул и город Кара-Куль включены в состав Ошской области.
Однако уже через 2 года постановлением Верховного Совета Киргизской ССР «О совершенствовании областного деления Киргизской ССР и образовании новых областей» от 14 декабря 1990 года № 623 вновь восстановлена в составе районов, ранее переданных в республиканское подчинение: Кировского, Ленинпольского и Таласского, а также города Талас.

## Население
Высокогорные районы Таласской области — места традиционного проживания киргизов-кочевников и скотоводов (см. тюркские народы) с сильным монголоидным влиянием, составляющих абсолютное большинство населения области.
Появились они здесь в средние века (XIII—XV века). В настоящее время в этой области не очень высока доля различных этноязыковых меньшинств, так как большинство из них эмигрировало в первые же годы независимости.
По данным переписи 1999 года, в области проживало 198 000 жителей — 4,1 % населения страны, что делает область самой малочисленной в Кыргызстане по количеству населения (231 800 в 2011 году).
В горных районах плотность населения невысока, гораздо выше она в долинах и у государственной границы с Казахстаном, где она местами достигает 100—200 чел./км² при средней по области — 20,33 чел./км².
Для области характерны высокая рождаемость, низкая смертность, высокий естественный прирост и значительный уровень экономической эмиграции в последнее десятилетие, направленной в город Бишкек, Чуйскую область, а после 2000 года также в Казахстан и Россию. Кроме того, большая часть населения области (около 70 %) — сельские жители.

## Национальный состав
Примечательно, что в области проживает большая часть (39,3 % в 1999 году и 42,1 % в 2009 году от всех) курдов Кыргызстана и лишь около 6 % всех киргизов страны. Курды к 2009 году опередили русских и вышли на второе место в области по численности, составив 5547 человек или 2,45 % против 4356 русских (1,92 %).
Русскоязычное население сосредоточено в основном (в том числе около 50% русских в области, 2009 год) в городе Талас (2172 русских или 6,6 % от населения города, 2009 год), а также (25 % русских области) в Манасском районе (1093 человека или 3,3 %, 2009 год) на крайнем северо-западе с райцентром в селе Покровка.
|            | Численность в 1989 году | %        | Численность в 1999 году | %        | Численность в 2009 году | %        |
| ---------- | ----------------------- | -------- | ----------------------- | -------- | ----------------------- | -------- |
| всего      | 192 509                 | 100,00 % | 199 872                 | 100,00 % | 226 779                 | 100,00 % |
| Киргизы    | 148 007                 | 76,88 %  | 176 968                 | 88,54 %  | 208 399                 | 91,90 %  |
| Курды      | 4137                    | 2,15 %   | 4566                    | 2,28 %   | 5547                    | 2,45 %   |
| Русские    | 18 477                  | 9,60 %   | 7926                    | 3,97 %   | 4356                    | 1,92 %   |
| Казахи     | 3000                    | 1,56 %   | 3404                    | 1,70 %   | 3049                    | 1,34 %   |
| Узбеки     | 1983                    | 1,03 %   | 1793                    | 0,90 %   | 1779                    | 0,78 %   |
| Турки      | 1407                    | 0,73 %   | 1358                    | 0,68 %   | 1547                    | 0,68 %   |
| Украинцы   | 3941                    | 2,05 %   | 1387                    | 0,69 %   | 500                     | 0,22 %   |
| Немцы      | 8514                    | 4,42 %   | 691                     | 0,35 %   | 384                     | 0,17 %   |
| Татары     | 683                     | 0,35 %   | 445                     | 0,22 %   | 299                     | 0,13 %   |
| Уйгуры     | 220                     | 0,11 %   | 166                     | 0,08 %   | 131                     | 0,06 %   |
| Тюрки      | …                       | …        | 127                     | 0,06 %   | 120                     | 0,05 %   |
| Греки      | 519                     | 0,27 %   | 186                     | 0,09 %   | 113                     | 0,05 %   |
| Дунгане    | 348                     | 0,18 %   | 128                     | 0,06 %   | 91                      | 0,04 %   |
| Корейцы    | 176                     | 0,09 %   | 87                      | 0,04 %   | 70                      | 0,03 %   |
| Карачаевцы | 147                     | 0,08 %   | 77                      | 0,04 %   | 56                      | 0,02 %   |
| другие     | 950                     | 0,49 %   | 563                     | 0,29 %   | 338                     | 0,18 %   |

## Административно-территориальное деление
В состав области входят:
- Бакай-Атинский район (административный центр — с. Бакай-Ата);
- Айтматовский район (административный центр — п. Кызыл-Адыр);
- Манасский район (административный центр — с. Семетей);
- Таласский район (административный центр — с. Манас).